# جادوگر

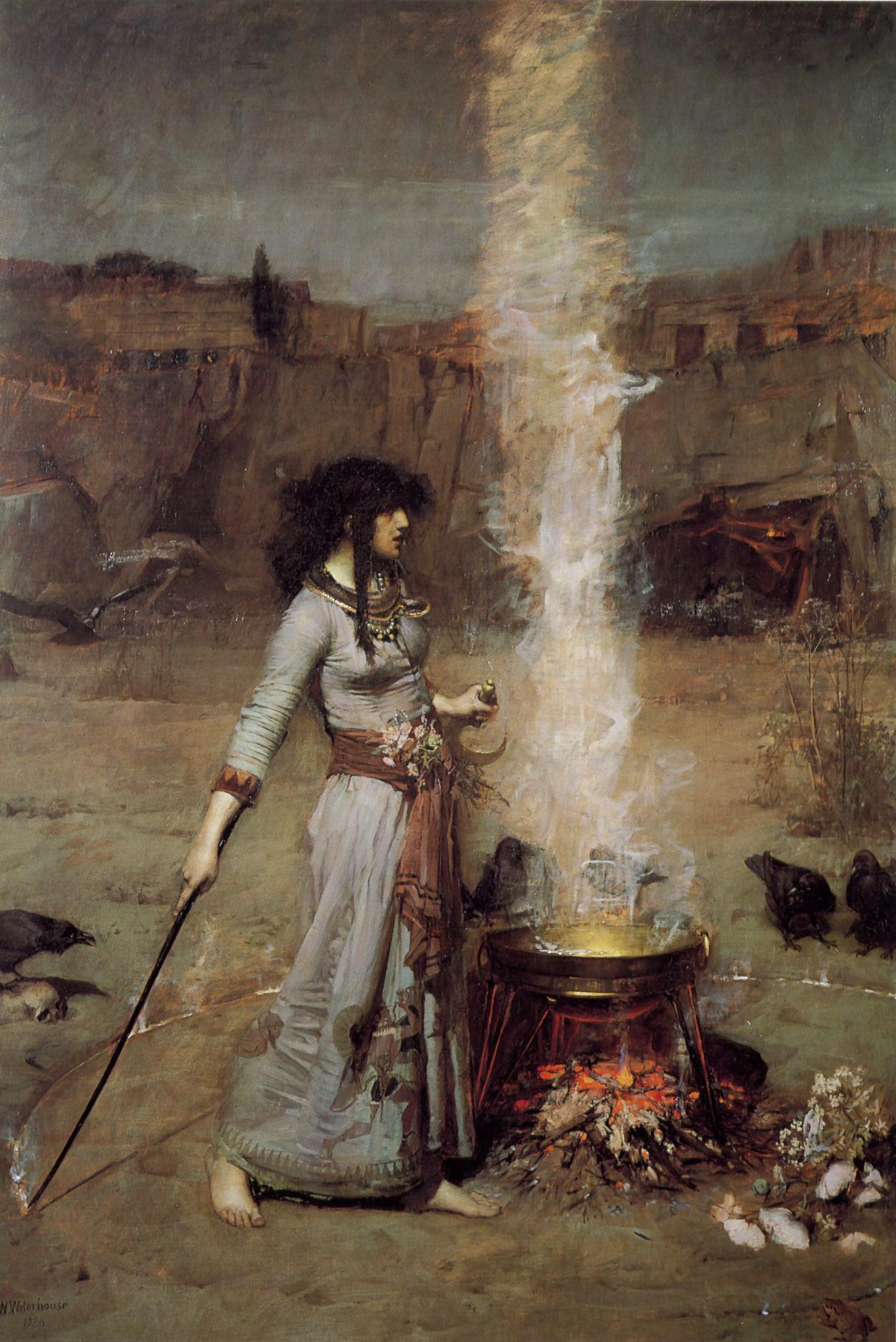
دایرهٔ جادو اثر جان ویلیام واترهاوس

جادوگر یا افسونگر کسی است که جادو می‌کند. باور به سحر و جادو و اینکه کسانی توان استفاده از انواع خاصی از قدرت فوق‌العاده دارند, در بسیاری از فرهنگ‌ها در سراسر جهان از دیرباز تا به امروز یافت می‌شود و در پی آن پیروی یا نفرت از جادوگران نیز همواره وجود داشته‌است.
سردرگمی بسیاری در تعریف و شناخت جادوگران در زمینه‌های تاریخی، انسان‌شناسی، مذهبی و اساطیری مختلف وجود دارد. اعتقاد به جادوگری معمولاً به عنوان نوعی ایدئولوژی فرهنگی تلقی می‌شود.
در فرهنگ بسیاری از کشورهای جنوب صحرای آفریقا (به عنوان مثال قبایل بانتو) جادوگران مورد احترام بوده و هستند اما در طول تاریخ و به ویژه در دوران امروزی فعالیت مدعیان جادوگری بحث‌برانگیز بوده‌است و اغلب باور به جادوگران را یکی از عقاید غلط می‌دانند.
در اروپای اوایل قرن چهاردهم تا قرن هجدهم، جادوگران به توطئه‌ای شیطانی علیه مسیحیت متهم شدند، که به ویژه در اروپا و آلمان منجر به مبارزه با آنها و شکار و قتل آن‌ها شد.